# Пинеда, Франсиско
Франсиско Пинеда Гарсиа (исп. Francisco Pineda García; род. 31 января 1959, Малага, Андалусия) — испанский футболист, нападающий.

## Биография
Пинеда родился в Малаге, Андалусия. Играл в профессиональной футбольной лиге Ла Лига в клубе «Реал Мадрид». Играл за столичный клуб в течение пяти лет, но после того, как клуб подписал контракт с аргентинцем Хорхе Вальдано, перешёл в «Реал Сарагоса», выиграв Кубок Испании в дебютном сезоне и забив семь голов в лиге для команды, занявшей четвертое место.
Однако с 1988 года он сильно страдал от травм, и с трудом выступал за «Депортиво Малага» из родного города.
Он ушел на пенсию в возрасте 31 год, сразу после вылета своей команды из высшего дивизиона.